# Moor-Bunteule
Die Moor-Bunteule (Coranarta cordigera) ist ein Schmetterling (Nachtfalter) aus der Familie der Eulenfalter (Noctuidae).

## Merkmale

### Falter
Die Flügelspannweite der Falter beträgt etwa 21 bis 26 Millimeter. Die Vorderflügel haben eine graubraune bis schwarzbraune Grundfärbung, wobei das Mittelfeld weiter verdunkelt ist. Auffällig ist die weiß oder hellgelb gefüllte Nierenmakel, an deren Rand eine halbmondförmige dunkle Zeichnung erkennbar ist. Über der Nierenmakel -an der Costa- befinden sich kleine weiße oder silbrige Flecke. Die Querlinien sind undeutlich. Das äußere Saumfeld ist etwas aufgehellt, der Außenrand abwechselnd schwarzbraun und weiß gepunktet. Die Hinterflügel sind kräftig gelb mit breitem, scharf abgesetztem, schwarzem Saumband und hellen Fransen. Folgende Farbvariationen wurden beschrieben:
- f.variegata Tutt., mit grauem Band im dunklen Mittelfeld
- f.suffusa Tutt., mit schwarzen Vorderflügeln und hellem Saumband
- f.aethiops Hoffm., mit einfarbig schwarzen Vorderflügeln

### Raupe, Puppe
Die Raupe ist rötlich oder bräunlich gefärbt, hat eine helle Rückenlinie und ebenfalls helle Nebenrückenlinien. Die Seitenstreifen sind breit, gelblich und nach oben schwarz begrenzt. Die gedrungene Puppe hat zwei gebogene Dornen am Kremaster.

## Ähnliche Arten
Ähnliche Arten sind:
- Coranarta carbonaria (Christoph, 1893). Wie Lafontaine 1987 nach Überarbeitung des gesamten Artenkomplexes herausfand, ist diese Art in Sibirien sowie Zentral- und Ostasien heimisch. Alle früheren cordigera-Funde aus dieser Region waren in Wahrheit carbonaria. Das dunkle Band auf den Hinterflügeln der Falter ist sehr schmal.
- Coranarta restricta (Yela, 2002), zuerst als Varietät von cordigera betrachtet, wurde sie aufgrund von Unterschieden des Genital-Apparates als eigenständige Art erkannt. Das dunkle Band auf den Hinterflügeln ist von mittlerer Ausprägung. Die Art kommt auf der Iberischen Halbinsel vor. Es muss noch weiter untersucht werden, ob die auf dem Balkan beheimateten Tiere ebenfalls restricta zuzurechnen sind. Die in den höheren Regionen des Balkans lebenden Tiere sind jedenfalls echte cordigera.

Neben der unterschiedlichen Breite der Saumbänder der Hinterflügel sind die Arten auch aufgrund des unterschiedlichen geographischen Vorkommens zu unterscheiden.
Oberflächlich betrachtet ähnelt auch die Heidekraut-Bunteule (Anarta myrtilli) der Moor-Bunteule, jedoch ist myrtilli bunter, rötlicher und kontrastreicher gezeichnet mit deutlicher ausgebildeten Querlinien, weißem Fleck zwischen Ring- und Nierenmakel  sowie einer breiteren dunklen Binde auf den Hinterflügeln und einem schwarzen Mittelpunkt auf deren Rückseite.

## Geographische Verbreitung und Lebensraum
Die Moor-Bunteule kommt in Teilen Europas, hauptsächlich im Norden, vor. In Zentral- und Südeuropa ist das Vorkommen auf das höhere Bergland beschränkt. In den Alpen steigt sie bis auf 2200 Meter. Die Art ist charakteristisch für Torfmoore und moorige Sumpfgebiete.

## Lebensweise
Die Art ist univoltin, das heißt, es wird nur eine Generation pro Jahr gebildet. Die Falter fliegen im Mai und Juni. Sie sind tagaktiv, fliegen bevorzugt im Sonnenschein in unstetem, niedrigem Flug und besuchen gerne Blüten verschiedener Pflanzen. Sie sind ausdauernde Flieger, weshalb sie auch weit entfernt von ihren eigentlichen Lebensräumen angetroffen werden können. Demgegenüber wurden sie nach Meinecke in Baden-Württemberg nie außerhalb der Hochmoorhabitate beobachtet. Die Weibchen legen die Eier einzeln an frei stehende Gewächse der Futterpflanze ab. Die Raupen ernähren sich von den Blättern verschiedener Heidelbeerarten (Vaccinium), bevorzugen aber die Rauschbeere (Vaccinium  uliginosum) und leben im Juli und August. Die Puppen überwintern.

## Gefährdung
Die Moor-Bunteule kommt in Deutschland in mehreren Bundesländern vor, kann an sehr eng begrenzten Stellen zahlreich sein, wird auf der Roten Liste gefährdeter Arten aber als vom Aussterben bedroht (Kategorie 1) eingestuft, lediglich in Baden-Württemberg gilt sie nur als gefährdet (Kategorie 3).